# Andrew Beauchamp-Proctor
Andrew Frederick Weatherby Beauchamp-Proctor, južnoafriški častnik, vojaški pilot in letalski as, * 4. september 1894, † 21. junij 1921.
Beauchamp-Proctor je med prvo svetovno vojno sestrelil 22 letal, 16 opazovalnih balonov in hudo poškodoval še 16 letal.
Kot sin učitelja je študiral strojništvo v Kaapstadu, a je študij prekinil ter se javil v vojaško službo. Je dobitnik Viktorijinega križca, najvišjega vojaškega odlikovanja Skupnosti narodov. Umrl je v letalski nesreči.